# Rebelión
Rebelión ist ein Film von José Luis Rugeles, der im Oktober 2022 beim Bogotá International Film Festival seine Premiere feierte und im November 2022 beim Tallinn Black Nights Film Festival vorgestellt wurde. Es handelt sich bei dem als Musicalfilm beschriebenen Rebelión um eine Filmbiografie über den kolumbianischen Sänger und Komponisten Joe Arroyo, genannt „El Joe“.

## Biografisches

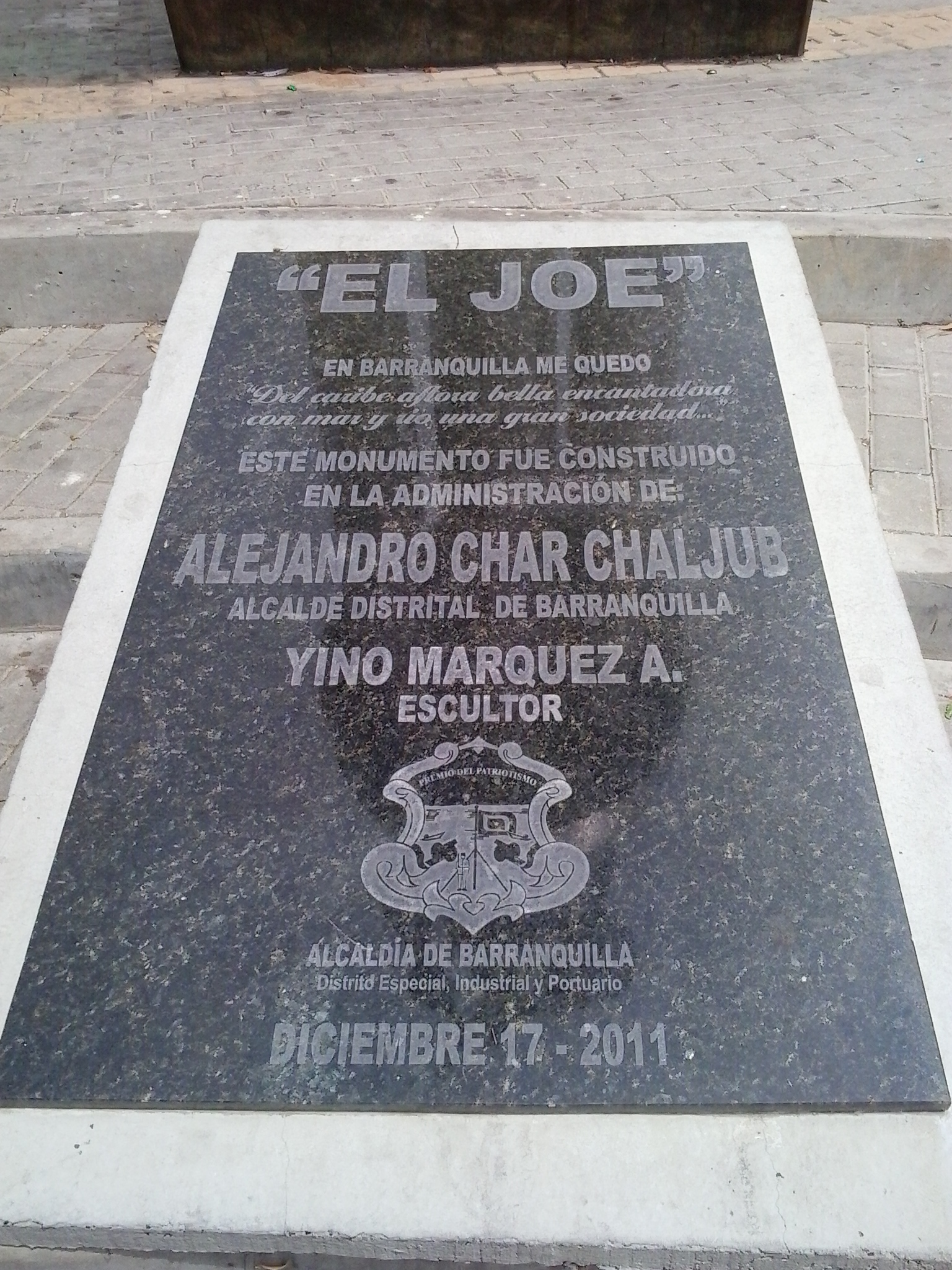
Der kolumbianischer Sänger und Komponist Joe Arroyo wurde „El Joe“ genannt

Joe Arroyo, eigentlich Álvaro José Arroyo González, war ein kolumbianischer Sänger und Komponist und als „El Joe“ bekannt. Er mischte Salsa, Cumbia, Konpa, Zouk und andere Stile der afrikanischen Diaspora zu einer Fusion aus unnachahmlichem Sound. Insbesondere in Lateinamerika war er mit seiner Musik äußerst erfolgreich.
Arroyo starb 2011, wenige Jahre nachdem er mit El Súper Joe sein 22. und letztes Studioalbum veröffentlicht hatte.

## Produktion
Der Film basiert auf dem Buch ¿Quién mató al Joe? (auch Who killed Joe?) des Journalisten Mauricio Silva Guzmán, in dem er einigen Gerüchten über Joe Arroyo nachgeht. Dessen Witwe reichte nach der Veröffentlichung des Buches im Jahr 2012 Klage wegen der Verletzung ihres Rechts auf Privatsphäre ein, diese wurde jedoch für unzulässig erklärt.
Regie führte der Kolumbianer José Luis Rugeles, der gemeinsam mit Chucky García und Martín Mauregui auch das auf Silvas Buch basierende Drehbuch schrieb. Es handelt sich nach García von 2010 und Alias María von 2015 um Rugeles' dritten Spielfilm. Zwischenzeitlich arbeitete er auch für die Polizeiserie El Laberinto und war einer der Gründer des Produktionsunternehmens Rhayuela Films.
Jhon Narváez, der zuletzt für Viviana Calòs Filmkomödie Querido Fidel vor der Kamera stand, spielt in der Hauptrolle Joe Arroyo. Angie Cepeda spielt Mary, die Liebe seines Lebens. In einer weiteren Rolle ist Martín Seefeld zu sehen.
Die Weltpremiere des Films erfolgte am 8. Oktober 2022 beim Bogotá International Film Festival. Die internationale Premiere war am 17. November 2022 beim Tallinn Black Nights Film Festival. Dort wurde der Film im Wettbewerb „Rebels with a Cause“ gezeigt. Im März 2023 wird er beim South by Southwest Film Festival vorgestellt.

## Auszeichnungen
Filmfestival Málaga 2023
- Auszeichnung für die Beste Filmmusik (Pablo Mondragón)[9]

Tallinn Black Nights Film Festival 2022
- Auszeichnung als Bester Film im Wettbewerb „Rebels with a Cause“[10]